# چیماکی

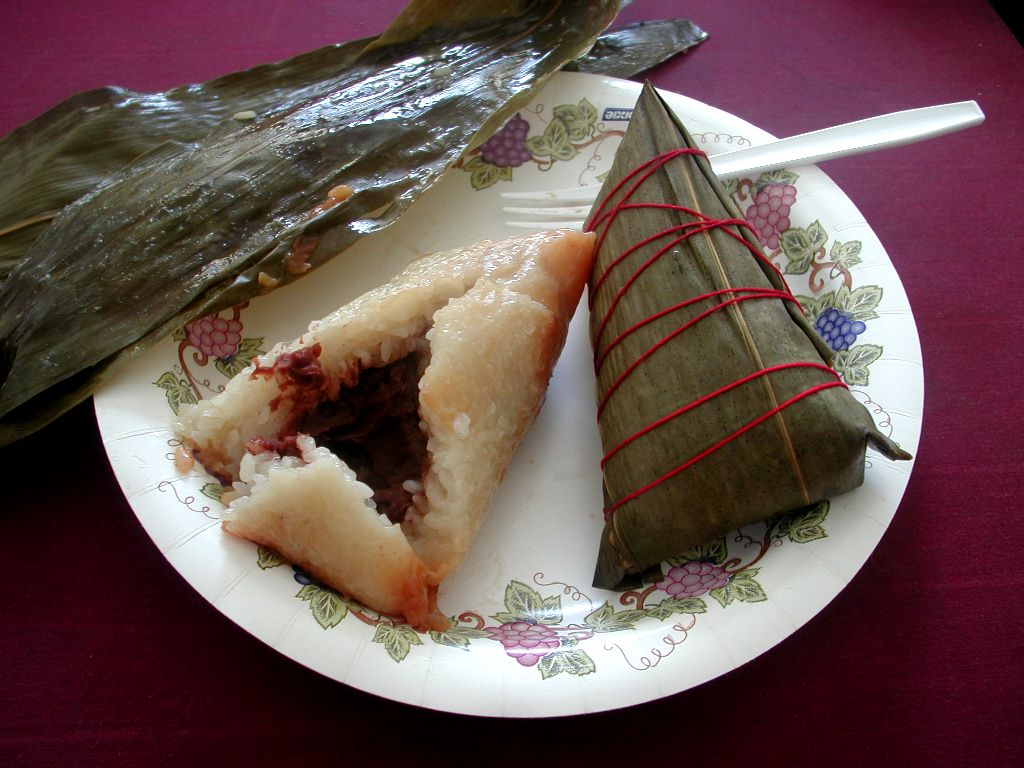
چیماکی

چیماکی (به ژاپنی: 粽 ちまき) نام یک نوع شیرینی سنتی ژاپن است. این شیرینی و نوع دیگری از شیرینی‌های سنتی ژاپن به نام کاشیواموچی در روز پنجم ماه مه (ماه) مصرف می‌شوند. شیرینی چیماکی از چین به ژاپن وارد شده‌است. در قدیم یک جنگجوی دلیر چینی به نام کوتسوگن که استعداد زیادی در یادگیری و شمشیربازی داشت، بر اثر توطئهٔ مخالفانش به مکانی دور از زادگاهش تبعید شد و در تبعید شنید که بزرگ خاندان وی مغلوب دشمن شده‌است و از فرط ناراحتی در روز پنجم می خود را در دریا انداخت و به زندگی خود پایان داد. مردم منطقه برای بزرگداشت خاطرهٔ آن جنگجو و برای شادی روحش در ساقه‌های خیزران برنج پخته پر کردند و در آب همان دریا انداختند. بعدها این رسم وارد ژاپن شد و ژاپنی‌ها برنج پخته را به جای ساقهٔ خیزران در برگ گیاه چیگایا پیچاندند و در روز پنجم می‌خوردند. چیماکی‌هایی که امروزه در مغازه‌ها فروخته می‌شود، معمولاً برنج پختهٔ مخصوصی است که در برگ یا پوست جوانهٔ خیزران پیچانده‌اند.